# Meander (folyókanyarulat)

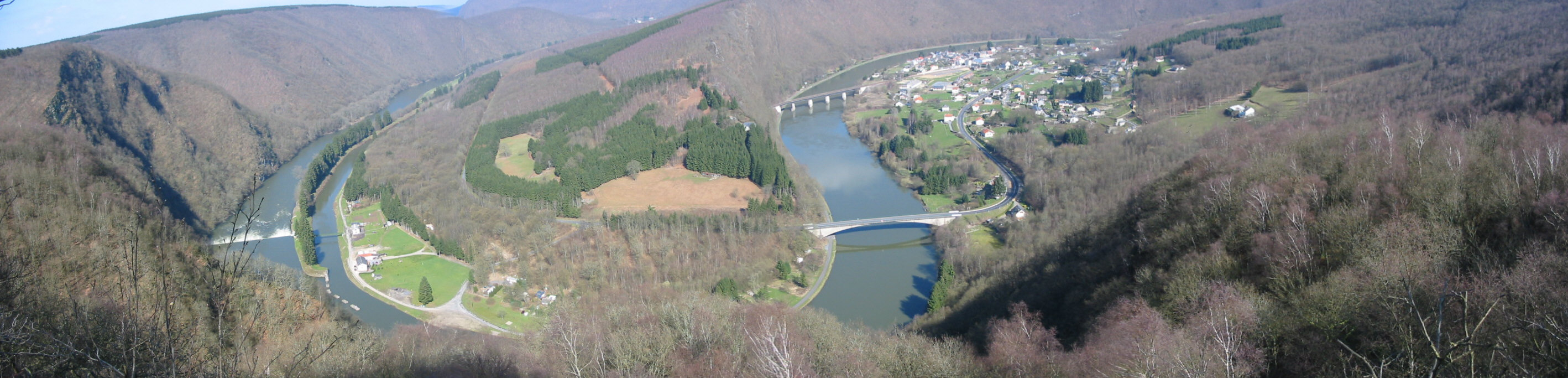
A Meuse folyó egy bemetszett meandere a francia Ardennekben

A meander egy legalább visszafordulásig hajló folyókanyarulat, amely, ha levágják, holtággá válik.
Egy folyó vagy patak leginkább akkor hajlamos meanderekben bővelkedő, kígyózó medert kialakítani, ha széles völgyben vagy alföldön halad, nem túl nagy eséssel.
Meander azért alakul ki, mert a víz Newton 1. törvénye miatt a meder külső szélén még egy apró kanyarban is gyorsabban folyik, mint a belsőn, hiszen a víz egyenesen folyna tovább, ha tehetné. Ezért a belső szélen hordalék rakódik le, a külső szélen ezzel szemben a nagyobb vízsebesség miatt a parterózió a jellemző. Ez a folyamat a kanyar nagyobbodásához vezet a külső szél irányában.
Gyakran jól megfigyelhető a partmenti fűzfák elhelyezkedésében. A meander belső szélén a vízpartot kedvelő fűzfák a parttól távolabb helyezkedhetnek el, a külső szélen viszont a víz gyakran a gyökereiket is alámossa, és végül bele is dőlhetnek a folyóba.

## Bemetszett meanderek
Ha a tektonikus mozgás megemel egy ilyen területet, az erózió lefelé is folytatódik, és ilyenkor mély folyóvölgy, bemetszett meander alakul ki. Ilyen bemetszett meandereket alakítottak ki például a Colorado-fennsík és az Ozark-fennsík folyói.

## A név eredete
A név a törökországi Maeander folyó nevéből származik (ez İzmirtől délre, az ősi görög város, Milétosz közelében található), és a 16. század végétől használatos. Régebben használtak ezt a kifejezést a kacskaringós gondolatmenetekre és beszédekre is.

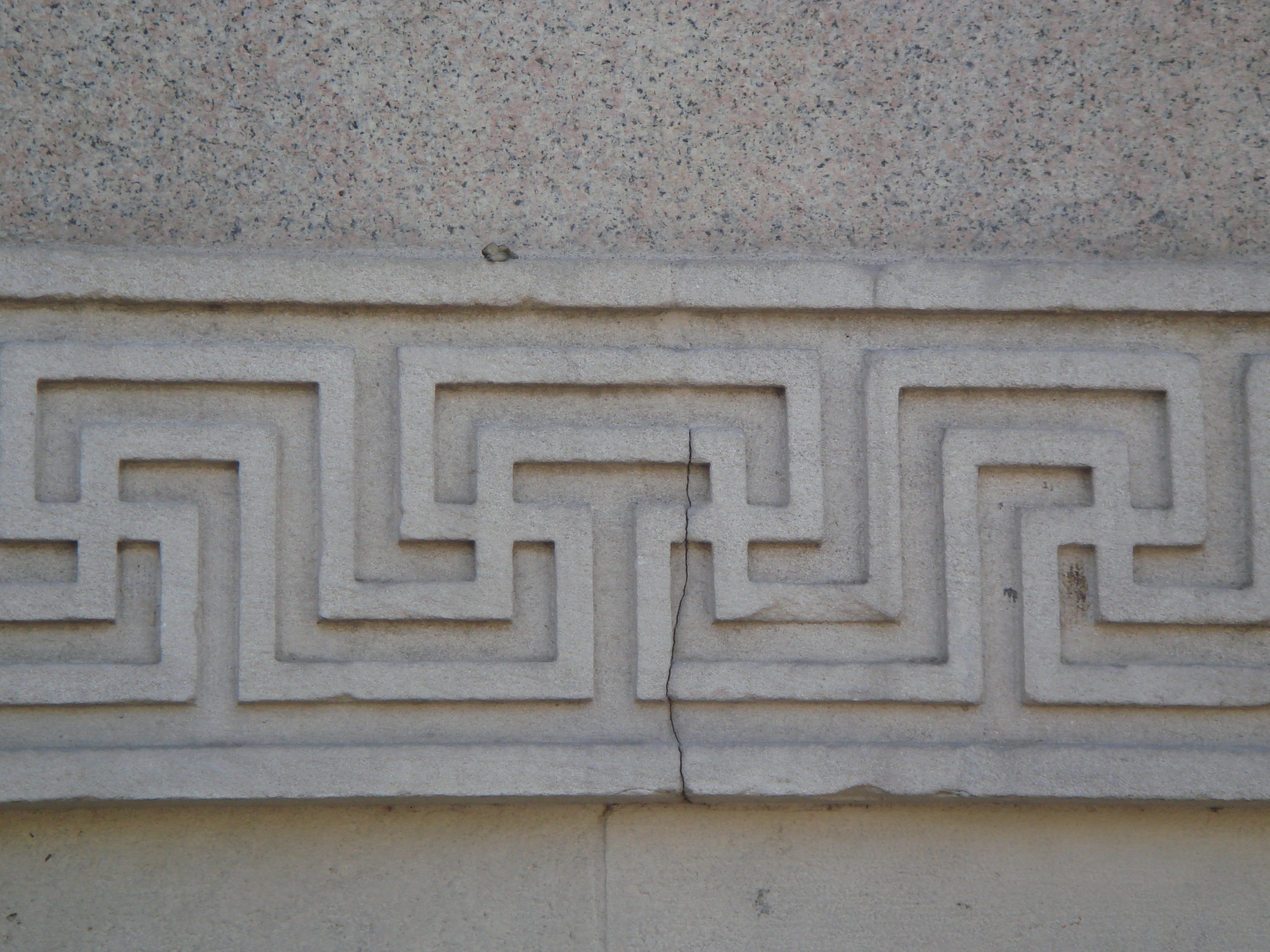
Klasszikus szögletes meanderminta

## Meander a művészetben
A meander szögletes vagy más, rendezett vonalban, esetleg ismétlődő módon húzódó, kígyószerű díszítmény. Az ókori görög művészet jellegzetes motívuma, de az egész antik világban fellelhető.